# 孙笑侠
孙笑侠（1963年8月—），浙江温州人，法学教授、博士生导师，中国法理学研究会副会长。享受国务院特殊津贴（2001年），主要研究领域是法理学、宪法学和比较法学。

## 生平
1984年获得杭州大学法学学士；1990年取得武汉大学法学硕士学位；1998年至2000年在中国社会科学院学习，获法学博士。
1984年至2010年担任杭州大学、浙江大学法律系讲师、副教授、教授、硕士生导师、博士生导师、光华法学院副院长、院长。
2010年至今担任复旦大学特聘教授、博士生导师、法学院院长 （页面存档备份，存于）。

## 著作
主要著作：
- 《法的现象与观念》（1995年群众出版社初版，2001年修订版）
- 《法理学》（主编，中国政法大学出版社，1996年版）
- 《法律对行政的控制》（1999年山东人民出版社版）

此外，在《法学研究》、《中国法学》等刊物发表《法治国家及其政治构造》（1998）、《法律家的技能与伦理》（2001）等70余篇学术论文。

## 荣誉
- 2002年，第三届全国十大杰出中青年法学家